# Andermatt
Pour les articles homonymes, voir Andermatt.
Andermatt (romanche : ) est une commune ainsi qu'une grande station de sports d'hiver suisse, située dans le sud du canton d'Uri.

## Géographie

Vue aérienne par Walter Mittelholzer (1931).

Le village d'Andermatt est situé à 33 kilomètres au sud d'Altdorf, sur la route du col du Saint-Gothard. Il se trouve dans la vallée d'Urseren. La rivière Reuss y coule.
Andermatt est un carrefour routier à l'intersection des routes menant vers les cols de l'Oberalp et de la Furka.
Selon l'Office fédéral de la statistique, Andermatt a une superficie de 62,20 km2. Seuls 2 % de la commune est constructible. Les surfaces agricoles constituent 41 % de la superficie totale. Du fait de l'altitude élevée, seuls 5,5 % de la commune est boisé. Le reste (52 %) est constitué de zones non productives : eaux, montagnes.

## Histoire
L'histoire de la commune est liée à l'ouverture du passage alpin du col du Saint-Gothard, vers les XIe-XIIe s. Peuplée par des habitants venus de Goms, la vallée était un élément des voies de communication est-ouest. Pendant des siècles, elle demeura dans la zone d'influence du couvent de Disentis.
Andermatt, du fait de sa position stratégique sur l'axe nord-sud et est-ouest, a été l'un des éléments fondamentaux du concept du réduit national. Une place d'armes, diverses fortifications, bunkers et pièces d'artillerie sont situés à Andermatt et dans son périmètre direct.
En 1951, une douzaine de personnes ont trouvé la mort dans la série de trois avalanches du 20 janvier, ce qui valut à cet hiver l'appellation le terrible hiver.
En 2005, la station a fait la une de l’actualité avec la couverture du glacier du Gurschen par 3 000 mètres carrés de PVC afin de préserver celui-ci de la fonte due au réchauffement climatique.

## Démographie
Selon l'Office fédéral de la statistique, Andermatt compte 1 258 habitants en 2008. Sa densité de population atteint 20 hab./km2.
Le graphique suivant résume l'évolution de la population d'Andermatt entre 1850 et 2008 :

## Économie
La commune abrite le « Centre de compétences du service montagnard de l'armée » (abréviation allemande : Komp Zen Geb D A) de l'Armée suisse. Ce centre forme les spécialistes de montagne de la division 1 (Geb Spez).

## Transports
- Ligne ferroviaire MGB Göschenen-Andermatt
- Ligne ferroviaire MGB Brigue – Andermatt – Saint-Moritz
  - Chargement des autos à travers le Col de l'Oberalp jusqu'à Sedrun
- Téléphérique Andermatt-Gemsstock
- Ligne de bus pour Meiringen, Airolo et Oberwald

Andermatt est le lieu de départ de deux routes cyclistes nationales : la Route du Rhône (qui mène à Genève) et celle du Rhin (qui conduit à Bâle) et de l'EuroVelo 15 (ou Véloroute Rhin qui rejoint Rotterdam aux Pays-Bas, via la France et l'Allemagne).

## Culture et patrimoine

### Héraldique
| Blason | Blasonnement : D'or à un ours passant de sable, vilené et lampassé de gueules, senestré d'une croisette d'argent. |

### Monuments et curiosités
- L'église paroissiale Saint-Pierre et Saint-Paul est un bâtiment construit au début du XVIIe siècle et remanié en style baroque en 1696 par l'architecte local Bartholomäus Schmid. L'église remplaça la plus ancienne église paroissiale de la vallée, peut-être d'origine carolingienne.

- L'église Saint-Colomban située à la sortie nord du village est une simple construction du XIIIe siècle en roman tardif. Elle se termine aujourd'hui par un chœur rectangulaire de style gothique tardif.

- La chapelle de pèlerinage Notre-Dame de Bon-Secours (Maria-Hilf) fut construite en 1739-42 en style baroque. On l'aperçoit au loin grâce à sa position surélevée et à son petit clocher.

- L'Hôtel de Ville est un bâtiment en pierre reconstruit après l'incendie de 1767 avec la réutilisation de parties plus anciennes du XVIe siècle. Il abrite de nos jours l'administration de la corporation d'Urseren. Celle-ci succéda à l'ancienne commune de la vallée qui ne s'allia à la vallée d'Uri qu'en 1410. Pendant des siècles, elle sut préserver une certaine indépendance[5].

### Tourisme
Le tourisme joue un rôle important pour le village. Si l'architecture du village est - en dehors de son petit centre historique - relativement banale, c'est sa situation sur la route menant au Col du Saint-Gothard et les montagnes environnantes qui en constituent son principal attrait.
Un homme d'affaires égyptien, Samih Sawiris, a projeté avec sa société Orascom Hotels and Development de relancer la station en construisant un complexe touristique sur l'ancienne place d'armes d'Andermatt. Ce complexe doit compter 800 lits, un centre "wellness" — centre sportif et de loisirs avec patinoire et piscine couverte, un terrain de golf 18 trous. La surface du projet est de 1,46 km2. Pour la réalisation, la Andermatt Alpine Destination Company AADC fut créée en 2007. Les plans devaient être prêts au printemps 2008. Le début des travaux a eu lieu le 26 septembre 2009,. Le 31 août 2010, une cérémonie est organisée, au cours de laquelle la pose de la première pierre eut lieu. L'hôtel 5* The Chedi, réalisé par l'architecte Jean-Michel Gathy, est désormais ouvert.
Le projet est soutenu à la fois par la commune, le Conseil fédéral — en tant que propriétaire du terrain de la place d'armes — et encore par le gouvernement de Uri.
Le village obtient en 2022 le label Meilleurs villages touristiques de l'Organisation mondiale du tourisme.

### Domaine skiable
Andermatt dispose de deux sous-domaines principaux, qui imposent de traverser pendant une quinzaine de minutes tout le village à pied ou à l'aide de navettes pour pouvoir rejoindre l'autre versant.
Gemsstock
(2 963 m)
Il s'agit du domaine historique d'Andermatt. Il commence directement au niveau d'un vaste parking payant sur les abords du village. La dénivelé total possible est de plus de 1 500 m, ce qui est rare dans la région. Les remontées mécaniques, majoritairement de conception ancienne, comptent les deux téléphériques de 60 et 80 places principaux. Comme les bennes partent à horaires fixes, les rotations y sont longues. En haute saison leur saturation fait que des files d'attente se créent, pouvant durer jusqu'à une demi-heure. Les longues pistes qui partent du sommet de ce domaine de haute montagne sont aménagées sur glacier. Les pistes sont pour l'ensemble d'un niveau technique difficile, les pistes étant à majorité noires et rouges. Seules trois courtes pistes situées au niveau de l'intermédiaire du téléphérique — la Gurschenalp entre 2 000 et 2 200 m — sont plus aisées mais offrent un dénivelé relativement restreint. Ce secteur offre de très nombreuses possibilités pour la pratique du ski freeride, en terrain découvert sur le haut puis dans les arcostes sur le retour en vallée. Le retour en vallée n'est possible sinon que via une étroite et longue piste partiellement noire, difficile techniquement. Des enneigeurs ont été installés sur les pistes desservies par le télésiège et le téléski du milieu du domaine, ainsi que sur la majorité de la piste rouge partant du sommet du Gemsstock - sur sa partie haute une relativement étroite route enneigée devenant ensuite nettement plus large. Un centre d'entraînement de recherche de victimes d'avalanches a été installé au niveau de la Gurschenalp.
Nätschen - Gütsch
(2 344 m)
Ce secteur, dont les remontées ont été totalement modernisées depuis 2018, est relativement plus exposé au soleil que Gemsstock. Des télécabines de construction récentes permettent de rejoindre Nätschen et Gütsch depuis les environs immédiats de la gare d'Andermatt, où se trouvent les bureaux de la station et les caisses. La partie basse du domaine est peu enneigée, le terrain - ni damé ni jalonné - sous les télécabines ne permettant pas d'y skier souvent. Le retour en station s'effectue donc via la piste de luge relativement plate. Ses pistes sont également d'un niveau technique plus approprié pour des skieurs de niveau débutant. Nätschen (1 842 m), autour d'un arrêt de la ligne de chemin de fer d'Andermatt à Disentis par le col de l'Oberalp, est situé à la base des principales pistes et en haut de la descente vers Andermatt. Des éoliennes ont été construites à Gütsch, station sommitales des télécabines. De là partent quelques pistes globalement raides et au relief très marqué, vers Nätschen ou vers le reste du domaine, qui se déroule vers l'est à flanc de montagne et permet, par des pistes assez techniques, d'aller jusqu'au col de l'Oberalp, où l'on rejoint le domaine skiable  d'Oberalp-Milez-Dieni, dans le secteur de Sedrun. Des enneigeurs ont été installés sur la majeure partie des pistes du secteur.
Realp
(1 538 m)
Ce très petit sous-domaine est situé directement aux pieds du tunnel de la Furka, relativement à l'écart du village. Il est équipé d'un unique téléski, desservant une courte piste bleue. Deux petites boucles de ski de fond y sont également aménagées, au bout de la piste de ski de fond permettant de rejoindre Andermatt
La partie occidentale du domaine skiable voisin de Sedrun est maintenant accessible skis au pieds depuis le secteur de Nätschen - Gütsch. Il l'est également par la Matterhorn-Gotthard Bahn depuis Andermatt ou Nätschen (gares d'Oberalp et Dieni). Le domaine de Sedrun est cependant scindé en deux entre les stations ferroviaires de Dieni et de Sedrun. Il n'est par conséquent pas possible de parler de domaine relié skis aux pieds pour l'ensemble du domaine Andermatt - Sedrun - Disentis.
La station est membre du regroupement Andermatt Sedrun Disentis. Les forfaits sont valables sur l'ensemble de ces secteurs et donne également accès aux trains Matterhorn-Gotthard Bahn entre Andermatt et Disentis.

## Personnalités
- Bernhard Russi, skieur.
- Doris Russi Schurter, avocate.

## Autre
Andermatt est connue pour sa forêt de protection (en allemand : Bannwald) caractéristique, située en amont du village. Depuis des siècles, cette forêt est strictement protégée : sa fonction est de protéger le village du risque d'avalanches.
Andermatt est jumelée avec la ville russe de Taldom.
En 1963 y fut tournée à une station-service une scène du film James Bond Goldfinger.